# اردشیر یکم پادوسپانی
استندار حسام‌الدوله اردشیر یکم شانزدهمین فرمانروای دودمان پادوسپانیان بود که میان سال‌های ۴۰۹ تا ۴۳۴ هجری در رویان حکومت داشت. او ۲۵ سال حکومت داشت و با حملهٔ طغرل به طبرستان و انقراض آل زیار معاصر بود، ولی حکومتی نسبتاً آرام و بی‌حاشیه داشت.